# 苏丹·哈希姆·艾哈迈德·塔伊
苏丹·哈希姆·艾哈迈德·穆罕默德·塔伊（阿拉伯语：‎，1945年—2020年7月19日），伊拉克軍官、陸軍中將。他在1995年至2003年期間擔任薩達姆政權的國防部長職務。他也是库赛·萨达姆·侯赛因的岳父。
苏丹·哈希姆曾於1980年至1988年的兩伊戰爭期間服役於伊拉克陸軍。後又參加波斯灣戰爭，參與簽署停火協議。他在薩達姆的政治清洗中倖免於難，並成為伊拉克軍隊中最高級別的將軍，被視為伊拉克軍中的領袖。
2003年，伊拉克戰爭爆發，他是美國通緝的伊拉克重要官員之一，於撲克牌通緝令中代號為紅心8。2003年9月19日，他在摩蘇爾向伊拉克第101空降師投降，該師於先前已經向美軍少將大衛·霍威爾·裴卓斯投降。隨後，他被移交給了美軍。
2007年6月24日，他因戰爭罪、危害人類罪被判處死刑，但遭伊拉克總統賈拉勒·塔拉巴尼否決，最終沒有執行。
2020年7月19日，他因心臟病在納西里耶中央監獄去世。